# دودج شالنجر

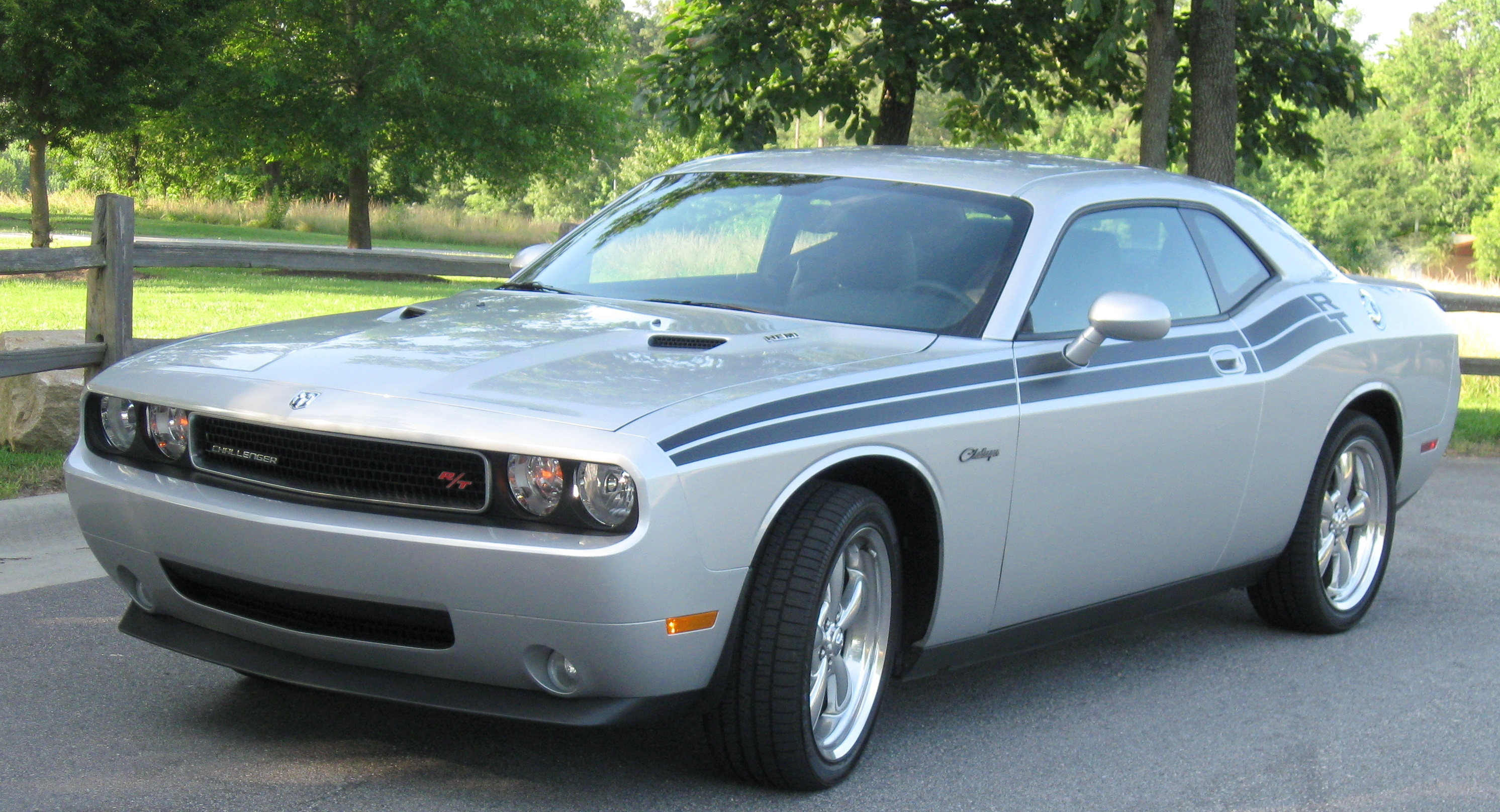
دودج تشالنجر 2010، آر تي كلاسيك

دودج تشالنجر هي سيارة أمريكية مصنعة من قبل شركة دودج التابعة لشركة كرايسلر.

## الجيل الأول
كانت فكرت تصميم دودج تشالنجر في عام 1964 على يد المصمم كارل كاميرون حيث بدأ بتصميم الملامح الأولى لتشالنجر وفي عام 1968 بدأ خط الإنتاج بالعمل ليتم إطلاقها وتوفيرها للمستهلك لعام 1970 ، وأخيرا ً في عام 1969 تم عرض نسخة دودج تشالنجر لتحل مكان بلاي موث باراكودا حيث كانت هنالك خيارات كثير للتشلنجر تسعة محركات مختلفة وثمانية عشر لونا ً وكان إصدار T/A الذي يحمل تحت غطائة محرك هيمي الشهير هو الأقوى مابين جميع الإصدارات.
كانت تشالنجر جديدة في عالم السيارات الرياضية ولكنها كانت تمتلك خيارات كثيرة توفر الراحة للمستهلك حيث كانت جميع فئاتها تحتوي على سقف ثابت مكون من الفينيل وخطوط خاصة لكل من فئة الـ R/T و T/A ومقاعد جلدية فاخرة وخيارات واسعة من المحركات،
225 ، 318 V8 ، 340 ، 383 ، 440 (ماغنوم Six Pac) ، و 426 وتوفرت أيضاً بناقل حركة أوتوماتيكي بثلاث سرعات أو ناقل حركة يدوي بأربع سرعات، غير أنة توفرت بجنوط مقاس 14 و 15 وعرض العجل لكل فئات السيارة بمقدار 5 بوصة بإستثناء محرك الهيمي كانت 7 بوصة.
الفئات المتوفرة عام 1970
Challenger Base
Challenger T/A
Challenger R/T Coupe
Challenger R/T Convertible
Challenger RT/SE Coupe
المحركات المتوفرة عام 1970
محرك225 ينتج 145 حصان مع عزم دوران
محرك 400 V8 ينتج 275 حصان مع عزم دوران 340 lb-ft
محرك 340+6 ينتج 290 حصان مع عزم دوران 345 lb-ft
محرك 383 V8 ينتج 330 حصان
محرك 440 V8 ينتج 375 حصان مع عزم دوران 480 lb-ft
محرك 440+6 ينتج 390 حصان مع عزم دوران 480 lb-ft
محرك 426 Hemi V8 ينتج 425 حصان أقوى محرك متوفر مع عزم الدوران 490 lb-ft
الأداء
فئة الـ T/A تقطع من 0-100 بـ 5.9 ثانية.
فئة الـ R/T بمحرك 440+6 يقطع 0-100 6.2 ثانية.
لم يختلف الحال كثيرا في تشالنجر 1971 كان الاختلاف في الشبك الأمامي بالإضافة لوجود لون جديد وإنتاج إصدار 6 سلندر بسقف مكشوف وإضافة محرك جديد وهو 318 V8 ينتج 230 حصان وهذة كانت أهم الاختلافات بين الموديلين وبالنسبة لأداء هذا الموديل كان نفس أداء الموديل السابق .
تشالنجر 1972 بداية الانهيار :
لقد اكتسبت تشالنجر 1972 في نهاية التصميم على واجهة جديدة ولون جديد ولقد انتقدت كثير من الصحف والمجلات هذا التغيير بل شمل التغيير إلغاء المحركات السابقة وإنتاج محركات أخرى بالإضافة إلى إلغاء إصدار تشالنجر ذات السقف المكشوف ولم يتبقى من هذة التحفة سوى اسمها الساطع في عالم الـ Muscle Car بالإضافة إلى إعادة تسمية R/T وسمية بـ Rallye Coupe .
الفئات المتوفرة في عام 1972
Challenger Base
Challenger Rallye Coupe
المحركات المتوفرة عام 1972
318 V8 ينتج 150 حصان
340 V8 ينتج 240 حصان
الأداء
لمحرك 340 يقطع من0-107 بـ 8.7 ثانية
كانت دودج تشالنجر 1973 مثال في عالم السيارات المنحدرة فقد أصبحت ذات محركات ضعيفة ولكن مع ذلك كانت مبيعات السيارة جيدة وكان قد قررت دودج إنتاج محرك إضافي لزيادة قوة السيارة وزيادة مبيعاتها أيضا ً كان هذا المحرك يحمل اسم 368 ذو ثمانية إسطوانات ينتج قوة مقدارها 245 حصان يعني زيادة 5 أحصنة عن المحرك السابق وكان هذا هو القرار الوحيد لتبقى تشالنجر صاحبة السلطة.
كانت تشالنجر 1974 نسخة طبق الأصل لتشالنجر 1973 ولكن الاختلاف هو إدراج لون جديد وبقاء محرك 360 لمن يريد التجربة الحقيقة للتشلنجر، عاشت تشالنجر خمسة سنوات قصيرة، لكنها تركت ورائها بصمة في عصر العضلات الأمريكية Muscle Car .

## الجيل الثاني
الجيل الثاني من دودج تشالنجر صنع خلال الفترة من 1978 وحتى 1983.

## الجيل الثالث
بدأ إنتاجه عام 2008 وحتى الآن كمنافس للجيل الخامس من فورد موستانغ والجيل الخامس شيفروليه كمارو.

## المبيعات
| السنة          | الولايات المتحدة | كندا  | المكسيك | أوروبا |
| -------------- | ---------------- | ----- | ------- | ------ |
| 2008           | 17423            |       | 284     |        |
| 2009           | 25852            |       | 305     |        |
| 2010           | 36791            |       | 179     | 101    |
| 2011           | 39534            |       | 197     | 108    |
| 2012           | 46788            | 1485  | 295     | 153    |
| 2013           | 51462            | 1514  | 491     | 106    |
| 2014           | 51611            | 1623  | 625     | 241    |
| 2015           | 66365            | 2669  | 659     | 310    |
| 2016           | 64478            | 3160  | 668     | 263    |
| 2017           | 64537            | 3422  | 463     | 358    |
| 2018           | 66716            | 2274  | 443     | 706    |
| 2019           | 60997            | 2341  | 392     | 631    |
| 2020           | 52955            | 1368  | 261     |        |
| 2021           | 54315            | 1413  | 255     |        |
| المجموع الفرعي | 645509           | 19856 | 4603    | 3077   |